# Teatro Odeón

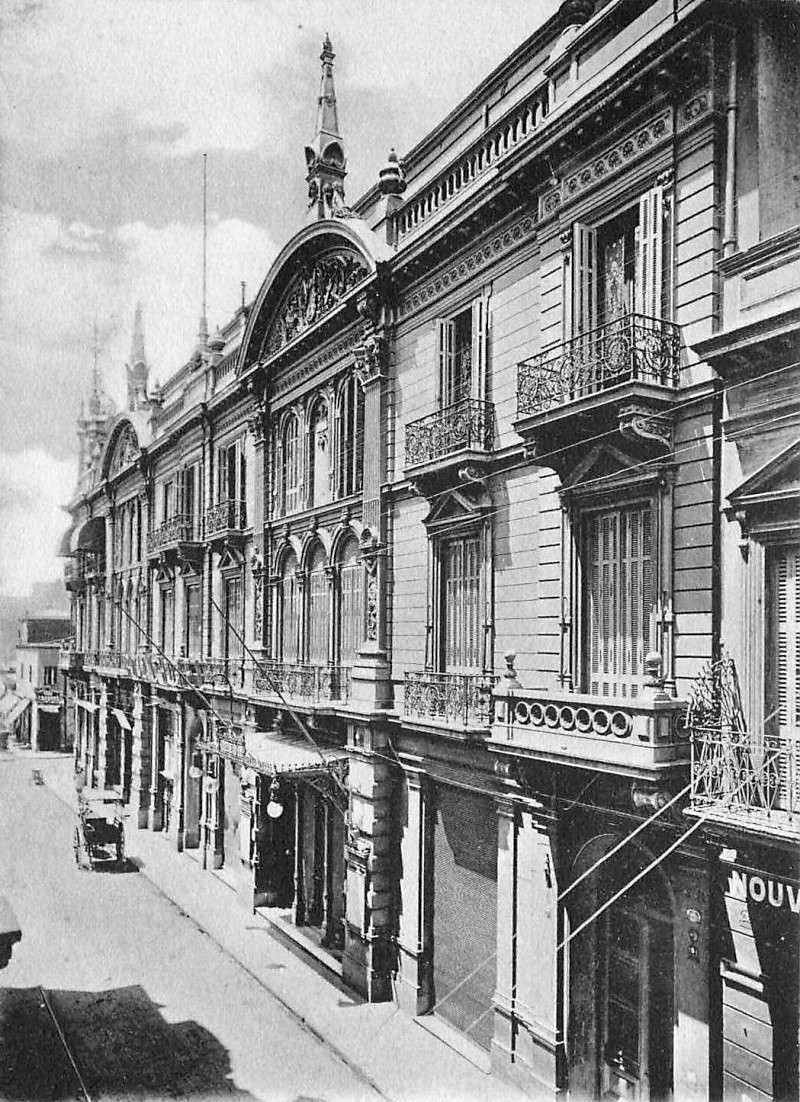
Das Teatro Odeón um 1900

Das Teatro Odeón (Odeon-Theater) war ein Theater in der argentinischen Hauptstadt Buenos Aires. Es wurde gegen Ende des 19. Jahrhunderts von Don Emilio Bieckert in der Calle Esmeralda, nahe der Avenida Corrientes, gebaut und 1918 eröffnet. 1985 wurde das Gebäude „aus kulturellen und architektonischen Gründen“ unter Denkmalschutz gestellt, dennoch wurde es 1991 abgerissen, um Platz für einen Parkplatz zu schaffen.